# Набережная (Устьянский район)
Набережная — деревня в Устьянском районе Архангельской области.

## География
Находится в южной части Архангельской области на расстоянии приблизительно 67 км на север-северо-восток по прямой от административного центра района поселка Октябрьский на левом берегу реки Устья.

## История
Деревня была отмечена уже в 1939 году в составе Бестужевского сельсовета. До 2022 года входила в Бестужевское сельское поселение до его упразднения.

## Население
Численность населения: 10 человек (русские 100 %) в 2002 году, 6 в 2010.